# Jean-François Bautte
Jean-François Bautte, nacido el 22 de marzo de 1772 en Ginebra, en donde fallece el 30 de noviembre de 1837, es un relojero-joyero suizo.
Se hizo famoso por varias razones:
- Fundación en Ginebra de la manufactura relojera más completa de su época.
- Creador de relojes y joyas para personajes célebres.
- Co-inventor del reloj extra-plano.

En 1791, un innovador de una inteligencia extraordinaria, de nombre Jean-François Bautte, sentó las bases de la futura empresa. Fue el primer relojero en emplear el concepto de fabricación al reunir todas las etapas de construcción de un reloj bajo el mismo techo, así como todo el gremio de relojería de la época -origen de la industria relojera de lujo- y que se convertirá después en el orgullo de Ginebra. Muy respetado por sus ilustres colegas, Bautte ha sido famoso por su humanismo, su fineza y sus ideas innovadoras.

## Historia
Jean-François Bautte desciende de una familia de modestos obreros. Huérfano a muy temprana edad, fue colocado como aprendiz desde la edad de doce años, esto es, en 1784, y formado en los distintos oficios de montador de cajas, guilloqueador, relojero, joyero y orfebre.
Firma sus primeras creaciones en 1791. El 1 de agosto de 1793 se asocia con Jacques-Dauphin Moulinié, bajo la razón social Moulinié & Bautte, montadores de cajas. El 1 de octubre de 1804, con la llegada de Jean-Gabriel Moynier, la Casa se convierte en Moulinié, Bautte & Cie, venta de relojería-joyería. De este modo, Jean-François Bautte desarrolló su primera manufactura en Ginebra, la cual reunía bajo un mismo techo todos los gremios de la relojería de la época. Falleció el 30 de noviembre de 1837 y fue enterrado en el cementerio de Plainpalais, en Ginebra.

## Sus creaciones
Los talleres de Jean-François Bautte estaban reagrupados en torno al establecimiento de venta situado en la rue du Rhône. Junto a sus obreros, producía relojes, joyas, autómatas, cajas de música… Destacaba en los “relojes de forma”: relojes disfrazados de instrumento de música en miniatura, en mariposa o flor, e incluso en reloj en forma de difusor de perfume. Igualmente, fue uno de los primeros fabricantes de relojes extra-planos, una de sus especialidades.
Además de su establecimiento de Ginebra, poseía sucursales en París y Florencia. Igualmente, comerciaba con Turquía, India y China.
Reconocido por sus creaciones de gran calidad, su renombre traspasó las fronteras suizas. El nombre de Bautte aparece en los relatos de Alexandre Dumas, de Balzac, en sus Cartas al extranjero, y de John Ruskin. Entre sus clientes contaba con la reina Victoria, la duquesa de Clermont-Tonnerre.

## Su sucesión
El 20 de diciembre de 1837 fue constituida la Société Jean-François Bautte & Cie, venta de relojería y joyería, por su hijo Jacques Bautte y su yerno Jean-Samuel Rossel. La sociedad fue después comprada por Constant Girard-Gallet, propietario de la Manufactura relojera suiza Girard-Perregaux (La Chaux-de-Fonds) en 1906.
Algunas de sus creaciones están expuestas en el Museo Girard-Perregaux de La Chaux-de-Fonds.

## Artículos anexos